# Cuando los hijos pecan
Cuando los hijos pecan o Cabaretera, es una película musical mexicana de 1952 dirigida por Joselito Rodríguez y protagonizada por Meche Barba y Silvia Pinal.

## Argumento
Don Evaristo (Carlos Orellana), mecánico viudo, tiene dos hijas Aurora (Meche Barba) y Tencha (Silvia Pinal). Aurora es bailarina y cabaretera, mientras que Tencha padece una cojera. El ayudante de Don Evaristo, Fidel (Jaime Fernández), está enamorado de Aurora, y sufre los desprecios de la frívola mujer, quién en el cabaret donde trabaja termina involucrándose con un gánster. Por su parte, Tencha ama en secreto a Fidel. La virtud recompensará a Tencha de una forma inesperada.

## Reparto
- Meche Barba ... Aurora López
- Silvia Pinal ... Tencha López
- Jaime Fernández ... Fidel
- Carlos Orellana ... Don Evaristo López
- Rafael Banquells ... Gonzalo
- Freddy Fernández "El Pichi" ... El Pichi
- José Pulido ... Ramón
- Fanny Schiller ... Doña Elena
- Dolores Camarillo ... Felipa
- María Victoria ... Olga
- Fernando Fernández ... Fernando
- Adriana Roel ... Ana

## Comentarios
En este filme, la rumbera mexicana Meche Barba comparte créditos con la estrella joven del momento, Silvia Pinal, quién hace el papel de su hermana menor en este relato melodramático y moralino. Meche destaca por su manera de bailar en escenarios imaginarios del Cine Mexicano. Barba y Pinal comparten créditos por segunda ocasión (la primera fue El pecado de Laura de 1949, una de las primeras cintas de Pinal). Pinal repetiría mancuerna con Jaime Fernández en la cinta Una cita de amor (1956), de Emilio Fernández.